# 菲尔·希克斯
菲利普·詹姆斯·希克斯（英語：Phillip James Hicks，1953年1月31日—），美国NBA联盟前职业篮球运动员。他在1976年的NBA选秀中第2轮第27顺位被休斯顿火箭选中。